# José Lacalle Larraga
José Daniel Lacalle Larraga (Valtierra, 21 de febrero de 1897-Madrid, 21 de julio de 1981) fue un militar español. Ejerció como ministro del Aire durante la dictadura franquista en la que ocupó diversos cargos. 

## Biografía
Nacido el 21 de febrero de 1897 en la localidad navarra de Valtierra, era hijo de Tirso Lacalle,  apodado El Cojo de Cirauqui, jefe de una partida liberal de guerrilleros durante la tercera guerra carlista. Por otra parte, su hermano Víctor Lacalle, militar de carrera, desempeñó un papel destacado en la Guerra Civil y murió exiliado en Caracas.

### Carrera militar
A los 14 años, ingresó en la Academia de Caballería donde, cuatro años más tarde, fue promovido a teniente. Muy pronto pasó al servicio de Aviación y, tras efectuar en Tablada el curso de piloto, se incorporó en las primeras semanas de 1922 al Grupo de Escuadrillas de Larache. En la 2.ª Escuadrilla de Breguet XIV recibiría, el 9 de abril, su bautismo de fuego, al atacar con bombas y ametralladora la posición de Mis Krela (Xauén).
En enero de 1924 pasó a la zona oriental, participando en diversos combates, en uno de los cuales, el 4 de abril, fue derribado su Bristol, logrando aterrizar en Dar Driux.
Fue felicitado su Grupo, en mayo de 1924, por su decisiva actuación para sostener la defensa de la posición de Sidi Messaud, destruyendo la resistencia enemiga y logrando que pasara el convoy.
En julio, el teniente Lacalle, en el Grupo Potez, fue de nuevo derribado por el fuego enemigo en Dar Kebdani y se distinguió, el 1 de enero de 1925, en la protección de una harka amiga en Gueznala.
Terminada la guerra en 1927 y tras desempeñar en la península diversos destinos, en 1931, ya de capitán, realizó el curso de Estado Mayor, obteniendo tres años más tarde el correspondiente diploma.
El 18 de julio de 1936 se incorporó en Pamplona a las fuerzas del General Mola, que le dio el mando de una compañía de requetés, encuadrada en la columna del coronel Ortiz de Zárate, con la que combatió en Navarra y Guipúzcoa y donde obtuvo la Medalla Militar.
Ascendido a comandante, participó, como jefe del Estado Mayor, en la 1.ª Brigada de Navarra en las campañas de Santander y Asturias. Se incorporó a aviación y recibió el mando de la 1.ª Escuadra de la Brigada de Savoia 79, actuando en los frentes de Teruel, Segre, en la batalla del Ebro y en la ofensiva de Cataluña.
Acabada la guerra en 1939, ascendió a teniente coronel y fue destinado al Alto Estado Mayor, donde prestó servicio hasta su ascenso a coronel, que fue nombrado director de la Escuela Superior del Aire.
En 1950, ya general de Brigada, fue jefe del Estado Mayor de la Región Aérea Pirenaica y, cuatro años más tarde, al ascender a general de División, fue designado subsecretario de Ministerio del Aire. Fue nombrado capitán general de la 4.ª Región Aérea al ascender a teniente general en 1958, cargo que ocupó hasta el 10 de julio de 1962 en que fue nombrado ministro del Aire, en una de las reformas numéricamente más importante habidas en los gobiernos del general Franco.
Pasó a situación de reserva al cumplir los setenta años, en 1967, aunque ocupó la cartera ministerial dos años más. Al dejar este cargo fue nombrado procurador en Cortes hasta 1975.

### Papel en la transición
Fue uno de los 59 procuradores de las Cortes franquistas que votaron el 18 de noviembre de 1976 en contra de la Ley para la Reforma Política que derogaba los Principios Fundamentales del Movimiento.

### Familia
Su hijo es el sociólogo José Daniel Lacalle Sousa, que muy al contrario que su padre, es un analista marxista y destacado militante del Partido Comunista de España en la transición, además de responsable de la sección de Economía y Sociedad de la Fundación de Investigaciones Marxistas. Larraga es también abuelo paterno de Daniel Lacalle, economista liberal y gestor de fondos en la City de Londres y autor de varios libros de divulgación de economía.

## Condecoraciones
Logró varias medallas en su carrera militar:
- Gran cruz de la Orden de Isabel la Católica.
- Medalla Militar Individual.
- Gran cruz del Mérito Aeronáutico, Gran cruz del Mérito Militar, Gran cruz del Mérito Naval.
- Gran cruz de la Orden de San Hermenegildo.
- Gran cruz de la Orden de Cisneros.
- Libertador San Martín (Argentina).
- Gran cruz de la Orden de Avis (Portugal).